# Svět zvířat (časopis)

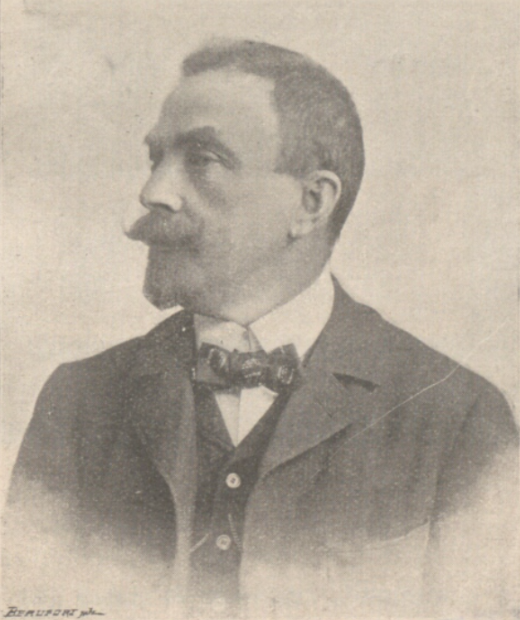
Václav Fuchs, chovatel a kynolog, zakladatel a vydavatel Světa zvířat až do své smrti roku 1911

Svět zvířat celým názvem Svět zvířat: ilustrovaný měsíčník pro zvelebení chovu a trhu užitkového zvířectva: ústřední list československých majitelů a milovníků zvířat, přátel honitby, rybolovu a včelařství byl populární časopis, měsíčník o zvířatech. Kromě informací o zvířatech, přinášel důležité rady i drobným chovatelům a velkochovatelům zvířat. Vydávaný byl od roku 1897. Majitelem časopisu byl Václav Fuchs a až do stáří jej také osobně redigoval, ve své vile v Praze Nad Klamovkou. Součástí časopisu byla také pozdější speciální příloha Svět. Pro zájemce byl daný ročník k dispozici také knižně svázaný. O nakladatelství se staral František Pober. Do časopisu jako redaktorka přispívala také jeho dcera Marie. Na časopisu dále spolupracoval Ladislav Hájek Domažlický a krátce i Jaroslav Hašek. Z počátku byl také drobným přispěvatelem do časopisu slavný cestovatel Dr. Emil Holub. Od roku 1922 vycházel časopis jako čtrnáctideník. Od roku 1923 byl časopis přejmenován na Život v přírodě.